# 莫莱翁-利沙尔
莫莱翁-利沙尔（法語：Mauléon-Licharre，法語發音：[moleɔ̃ liʃaʁ]）是法国大西洋比利牛斯省的一个市镇，位于该省中部，属于奥洛龙-圣玛丽区和巴斯克地区城市公共社区。该市镇于1841年由原市镇莫莱翁（Mauléon）和利沙尔（Licharre）合并而成。

## 地理
莫莱翁-利沙尔（43°13'27"N, 0°53'13"W）面积12.8 平方千米，位于法国新阿基坦大区大西洋比利牛斯省，该省份为法国东南部省份，涵盖了贝阿恩与北巴斯克，西临大西洋比斯開灣，北至朗德省，东北接热尔省，东临上比利牛斯省，南与西班牙接壤。
与莫莱翁-利沙尔接壤的市镇（或旧市镇、城区）包括：维奥多斯-下阿邦斯、艾尼亚尔普、谢罗特、加兰丹、戈坦-利巴朗克斯、罗基亚格。
莫莱翁-利沙尔的时区为UTC+01:00、UTC+02:00（夏令时）。

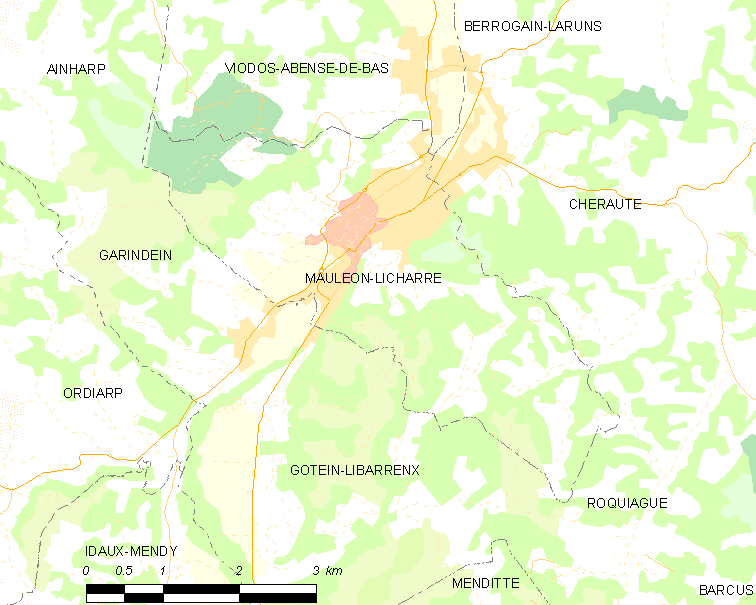
莫莱翁-利沙尔的OSM定位图

## 行政
莫莱翁-利沙尔的邮政编码为64130，INSEE市镇编码为64371。

## 政治
莫莱翁-利沙尔所属的省级选区为巴斯克山地县。

## 人口

1962-2008年间莫莱翁-利沙尔人口变化图示

莫莱翁-利沙尔于2022年1月1日时的人口数量为2975人。